# Dalvin Cook
Pour les articles homonymes, voir Cook.
(en) Statistiques sur pro-football-reference
Dalvin Cook, né le 10 août 1995 à Miami, est un joueur américain de football américain évoluant au poste de running back.
Au niveau universitaire, il a joué pendant trois saisons (2014-2016) pour les Seminoles de Florida State dans la NCAA Division I FBS.
Sélectionné lors de la draft 2017 de la NFL par la franchise des Vikings du Minnesota (2017-2022), il rejoint en 2023 les Jets de New York mais est transféré avant le début de la série éliminatoire 2023 pour intégrer l'équipe d'entraînement des Ravens de Baltimore.

## Biographie

### Carrière universitaire
Étudiant, il a joué pendant trois saisons (2014-2016) pour les Seminoles de l'Université d'État de Floride dirigés par l'entraîneur principal Jimbo Fisher (en) au sein de la NCAA Division I FBS.
Lors de sa première saison, il est désigné meilleur joueur de la finale de conférence ACC (en) remportée 37-35 contre les Yellow Jackets de Georgia Tech,.
Quelques heures après l'Orange Bowl 2016 gagné 33-32 contre les Wolverines du Michigan, Cook déclare qu'il va faire l'impasse sur son année senior pour se présenter à la prochaine draft de la NFL,.
Pendant sa carrière universitaire, il a été sélectionné dans la deuxième équipe de l'ACC en 2014, à deux reprises dans l'équipe type de l'ACC (2015 et 2016), à une reprise dans la deuxième équipe All-American en 2015 avant d'être reconnu unanimement All-American en 2016.

### Carrière professionnelle

#### Vikings du Minnesota
Cook est sélectionné en 41e choix global lors du deuxième tour de la draft 2017 de la NFL par les Vikings du Minnesota. Il y est le troisième running back sélectionné après Leonard Fournette et Christian McCaffrey respectivement sélectionnés en 4e et 8e choix.
Lors de son premier match professionnel contre les Saints de La Nouvelle-Orléans, Cook établit le record de la franchise du plus grand nombre de yards gagnés par un running back lors de son premier match professionnel — record précédemment détenu par Adrian Peterson — soit un total cumulé de 127 yards en 22 courses.

#### Jets de New York
Cook signe un contrat d'un an avec les Jets de New York le 15 août 2023,. Après la saison trégulière, Cook et les Jets s'accordent pour se séparer le 2 janvier 2024.

#### Ravens de Baltimore
Le 4 janvier 2024, Cook signe avec les Ravens de Baltimore pour intégrer leur équipe d'entraînement.

## Statistiques
| Année       | Équipe                     | Statut      | MJ |     | Courses | Courses | Courses | Courses |       | Passes réceptionnées | Passes réceptionnées | Passes réceptionnées | Passes réceptionnées |  | Fumbles | Fumbles |
| Année       | Équipe                     | Statut      | MJ | Nb. | Yards   | Moy.    | TD      | Nb.     | Yards | Moy.                 | TD                   | Nb.                  | Perdus               |  |         |         |
| 2014        | Seminoles de Florida State | Fr.         | 13 | 170 | 1 008   | 5,9     | 08      | 22      | 203   | 09,2                 | 0                    | 0                    | 0                    |  |         |         |
| 2015        | Seminoles de Florida State | So.         | 12 | 229 | 1 694   | 7,4     | 19      | 24      | 244   | 10,2                 | 1                    | 0                    | 0                    |  |         |         |
| 2016        | Seminoles de Florida State | Jr.         | 13 | 288 | 1 765   | 6,1     | 19      | 33      | 488   | 14,8                 | 1                    | 0                    | 0                    |  |         |         |
| Totaux NCAA | Totaux NCAA                | Totaux NCAA | 38 | 687 | 4 464   | 6,5     | 46      | 79      | 935   | 11,8                 | 2                    | 0                    | 0                    |  |         |         |

| Année              | Équipe               | MJ |       | Courses | Courses | Courses | Courses |       | Passes réceptionnées | Passes réceptionnées | Passes réceptionnées | Passes réceptionnées |  | Fumbles | Fumbles |
| Année              | Équipe               | MJ | Nb.   | Yards   | Moy.    | TD      | Nb.     | Yards | Moy.                 | TD                   | Nb.                  | Perdus               |  |         |         |
| 2017               | Vikings du Minnesota | 04 | 074   | 0 354   | 4,8     | 02      | 11      | 090   | 8,2                  | 0                    | 1                    | 1                    |  |         |         |
| 2018               | Vikings du Minnesota | 11 | 133   | 0 615   | 4,6     | 02      | 40      | 305   | 7,6                  | 2                    | 2                    | 2                    |  |         |         |
| 2019               | Vikings du Minnesota | 14 | 250   | 1 135   | 4,5     | 13      | 53      | 519   | 9,8                  | 0                    | 4                    | 2                    |  |         |         |
| 2020               | Vikings du Minnesota | 14 | 312   | 1 557   | 5,0     | 16      | 44      | 361   | 8,2                  | 1                    | 5                    | 3                    |  |         |         |
| 2021               | Vikings du Minnesota | 13 | 249   | 1 159   | 4,7     | 06      | 34      | 224   | 6,6                  | 0                    | 3                    | 2                    |  |         |         |
| 2022               | Vikings du Minnesota | 17 | 264   | 1 173   | 4,4     | 08      | 39      | 295   | 7,6                  | 2                    | 4                    | 4                    |  |         |         |
| 2023               | Jets de New York     | 15 | 067   | 0 214   | 3,2     | 0       | 15      | 078   | 5,2                  | 0                    | 2                    | 2                    |  |         |         |
| Totaux en carrière | Totaux en carrière   | 88 | 1 349 | 6 207   | 4,6     | 47      | 236     | 1 872 | 7,9                  | 5                    | 21                   | 16                   |  |         |         |

| Année              | Équipe               | MJ |     | Courses | Courses | Courses | Courses |       | Passes réceptionnées | Passes réceptionnées | Passes réceptionnées | Passes réceptionnées |  | Fumbles | Fumbles |
| Année              | Équipe               | MJ | Nb. | Yards   | Moy.    | TD      | Nb.     | Yards | Moy.                 | TD                   | Nb.                  | Perdus               |  |         |         |
| 2019               | Vikings du Minnesota | 2  | 37  | 112     | 3,0     | 2       | 09      | 44    | 4,9                  | 0                    | 1                    | 0                    |  |         |         |
| 2022               | Vikings du Minnesota | 1  | 15  | 060     | 4,0     | 0       | 06      | 10    | 1,7                  | 0                    | 0                    | 0                    |  |         |         |
| Totaux en carrière | Totaux en carrière   | 3  | 52  | 172     | 3,5     | 2       | 15      | 54    | 3,6                  | 0                    | 1                    | 0                    |  |         |         |

## Vie privée
Dalvin Cook est le frère ainé de James Cook, également running back et jouant dans la NFL depuis la saison 2022 pour la franchise des Bills de Buffalo.